# Мишкино (городское поселение)
Рабочий посёлок Ми́шкино — упразднённое муниципальное образование со статусом городского поселения в составе Мишкинского района Курганской области России. 
Административный центр — посёлок городского типа (рабочий посёлок) Мишкино.
В рамках административно-территориального устройства является посёлком городского типа районного подчинения.
С 23 декабря 2021 года Законом Курганской области от 10.12.2021 № 145 муниципальный район был преобразован в муниципальный округ, городское поселение упразднено.

## История
В соответствии с Законом Курганской области от 6 июля 2004 года № 419 образовано городское поселение рабочий посёлок Мишкино.

## Население
| 2009  | 2010  | 2011  | 2012  | 2013  | 2014  | 2015  |
| ----- | ----- | ----- | ----- | ----- | ----- | ----- |
| 8355  | ↘8212 | ↘7997 | ↗8135 | ↘8123 | ↘8105 | ↘8003 |
| 2016  | 2017  | 2018  | 2019  | 2020  | 2021  |       |
| ↘7943 | ↘7857 | ↘7755 | ↘7645 | ↘7607 | ↘6715 |       |

## Состав городского поселения
| № | Населённый пункт | Тип населённого пункта                  | Население |
| - | ---------------- | --------------------------------------- | --------- |
| 1 | Иванковское      | посёлок                                 | ↘129      |
| 2 | Мишкино          | рабочий посёлок, административный центр | ↘6614     |
| 3 | Такташи          | деревня                                 | ↘49       |